# Craig Hartsburg
Craig William  Hartsburg (né le 29 juin 1959 à Stratford en Ontario au Canada) est un joueur et un entraineur professionnel de hockey sur glace.

## Carrière en club
Il commence sa carrière junior en Ontario et en 1975 joue pour les Greyhounds de Sault Ste. Marie de l'Association de hockey de l'Ontario, aujourd'hui Ligue de hockey de l'Ontario. Après trois saisons au sein de l'équipe junior dont la dernière en compagnie de Wayne Gretzky, il décide de signer son premier contrat professionnel dans l'Association mondiale de hockey avec les Bulls de Birmingham. En 1977, il remporte le trophée Max-Kaminsky du meilleur défenseur de l'AHO.
Cela dit, l'association ferme ses portes à la fin de la saison et  il participe au repêchage d'entrée dans la Ligue nationale de hockey. Il est alors choisi comme premier choix des North Stars du Minnesota de la LNH (6e choix au total) et lors de son premier match dans la LNH en 1979, il réalise deux aides.
Il joue toute sa carrière au sein des North Stars et dès 1982 il en devient le capitaine. Des problèmes de genou l'écartent de la patinoire lors de la saison 1983-1984.
Il prend sa retraite de joueur à l'issue de la saison 1988-1989.

### Trophées et honneurs personnels
- 1976-1977 : trophée Max-Kaminsky du meilleur défenseur de l'AHO.
- 1982 à 1989 : capitaine des North Stars du Minnesota.

## Statistiques
| Saison     | Équipe                         | Ligue      |     | Saison régulière | Saison régulière | Saison régulière | Saison régulière | Saison régulière |    | Séries éliminatoires | Séries éliminatoires | Séries éliminatoires | Séries éliminatoires | Séries éliminatoires |
| Saison     | Équipe                         | Ligue      | PJ  | B                | A                | Pts              | Pun              | PJ               | B  | A                    | Pts                  | Pun                  |                      |                      |
| 1974-1975  | Biltmore Mad Hatters de Guelph | SOJHL      |     |                  |                  |                  |                  |                  |    |                      |                      |                      |                      |                      |
| 1975-1976  | Greyhounds de Sault Ste. Marie | OHA        | 64  | 9                | 19               | 28               | 65               |                  |    |                      |                      |                      |                      |                      |
| 1976-1977  | Greyhounds de Sault Ste. Marie | OHA        | 61  | 29               | 64               | 93               | 142              |                  |    |                      |                      |                      |                      |                      |
| 1977-1978  | Greyhounds de Sault Ste. Marie | OHA        | 36  | 15               | 42               | 57               | 101              |                  |    |                      |                      |                      |                      |                      |
| 1978-1979  | Bulls de Birmingham            | AMH        | 77  | 9                | 40               | 49               | 73               |                  |    |                      |                      |                      |                      |                      |
| 1979-1980  | North Stars du Minnesota       | LNH        | 79  | 14               | 30               | 44               | 81               | 15               | 3  | 1                    | 4                    | 17                   |                      |                      |
| 1980-1981  | North Stars du Minnesota       | LNH        | 74  | 13               | 30               | 43               | 124              | 19               | 3  | 12                   | 15                   | 16                   |                      |                      |
| 1981-1982  | North Stars du Minnesota       | LNH        | 76  | 17               | 60               | 77               | 117              | 4                | 1  | 2                    | 3                    | 14                   |                      |                      |
| 1982-1983  | North Stars du Minnesota       | LNH        | 78  | 12               | 50               | 62               | 109              | 9                | 3  | 8                    | 11                   | 7                    |                      |                      |
| 1983-1984  | North Stars du Minnesota       | LNH        | 26  | 7                | 7                | 14               | 37               |                  |    |                      |                      |                      |                      |                      |
| 1984-1985  | North Stars du Minnesota       | LNH        | 32  | 7                | 11               | 18               | 54               | 9                | 5  | 3                    | 8                    | 14                   |                      |                      |
| 1985-1986  | North Stars du Minnesota       | LNH        | 75  | 10               | 47               | 57               | 127              | 5                | 0  | 1                    | 1                    | 2                    |                      |                      |
| 1986-1987  | North Stars du Minnesota       | LNH        | 73  | 11               | 50               | 61               | 93               |                  |    |                      |                      |                      |                      |                      |
| 1987-1988  | North Stars du Minnesota       | LNH        | 27  | 3                | 16               | 19               | 29               |                  |    |                      |                      |                      |                      |                      |
| 1988-1989  | North Stars du Minnesota       | LNH        | 30  | 4                | 14               | 18               | 47               |                  |    |                      |                      |                      |                      |                      |
| Totaux LNH | Totaux LNH                     | Totaux LNH | 570 | 98               | 315              | 413              | 818              | 61               | 15 | 27                   | 42                   | 70                   |                      |                      |

## Carrière d'entraîneur
Après sa carrière de joueur, il devient entraîneur adjoint des North Stars pour une saison puis rejoint la saison suivante les Flyers de Philadelphie en tant qu'assistant de Paul Holmgren. Alors que les entraîneurs des Flyers se succèdent (Bill Dineen puis Terry Simpson), il reste en place avec la franchise.
En 1994-95, il devient entraîneur principal du Storm de Guelph de l'OHL avec qui il gagne le prix du meilleur entraîneur de la Ligue canadienne de hockey puis la saison suivante celui des Blackhawks de Chicago de la LNH. Il occupe ce poste trois saisons et rejoint ensuite les Mighty Ducks d'Anaheim pour deux saisons et demie.
En 2001-2002, il signe avec son équipe junior pour une saison avec les Greyhounds de Sault Ste. Marie et remporte le trophée Matt-Leyden du meilleur entraîneur de l'OHL avant de retourner assistant entraîneur des Flyers (il est alors l'assistant entraîneur de Ken Hitchcock).
En 2004, il est retourné avec les Greyhounds et est également, depuis 2007, l'entraîneur de l'équipe du Canada junior lors du championnat du monde. L'équipe remporte la médaille d'or et il se voit confirmé dans sa mission en mai 2007 pour l'édition suivante.
À l'aube de la saison 2008-2009, il est nommé entraîneur-chef des Sénateurs d'Ottawa de la LNH. Il ne compléta pas la saison, étant limogé en février 2009 alors que son club n'avait récolté que 17 victoires contre 24 revers (plus 7 en prolongation). Pour les saisons 2009-2010 et 2010-2011, il est l'entraineur-chef des Silvertips d'Everett dans la WHL. En 2011-2012, il revient, pour de bon, dans la LNH en étant entraineur associé pour les Flames de Calgary. La saison suivante, 2012-2013, il redevient assistant-entraineur avec les Blue Jackets de Columbus. Pour les saisons 2013-2014 à 2015-2016, il redevient entraineur associé pour Columbus. Le 13 avril 2016, Hartsburg annonce sa retraite comme entraineur de hockey.

### Trophées et honneurs personnels
- 1994-1995 : Entraîneur de la Ligue canadienne de hockey
- 2001-2002 : trophée Matt-Leyden du meilleur entraîneur de l'OHL
- 2007 :   Médaille d'or avec le Canada junior

## Carrière internationale
Il représente le Canada lors des compétitions suivantes :
Championnat du monde junior
- Médaille de bronze - 1978

Championnat du monde
- Médaille de bronze - 1982 et 1983
- 4e place - 1987. Il est alors élu meilleur défenseur du tournoi.

Coupe Canada
- Médaille d'argent - 1981
- Médaille d'or - 1987